# Freddy Baeten

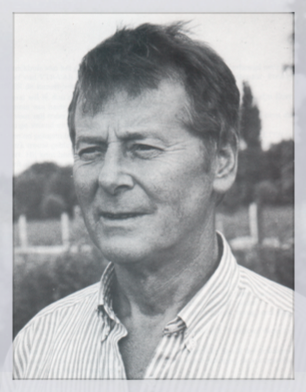
Freddy Baeten

Freddy Baeten (Heldergem, 8 augustus 1931 - Haaltert, 26 augustus 2008) was een Belgische kunstschilder, tekenaar en etser.
Baeten studeerde aan de normaalschool in Oostakker en was onderwijzer in Ninove, Ressegem en Herzele. Zijn artistieke vorming kreeg hij aan de Stedelijke Kunstacademie van Aalst. Hij was exposerend kunstenaar sinds 1964.

## Thema's en technieken
Baeten ontleende zijn thema's voornamelijk aan het landleven: boerderijen, paarden, landschappen, stillevens en portretten. De kunstenaar was vergroeid met de streek waarin hij opgroeide. Hij wilde met zijn werken een nostalgische sfeer uitstralen en de indruk wekken taferelen te willen vastleggen voor het nageslacht.
Hij maakte tekeningen, etsen en - vooral - olieverfschilderijen op canvas. Zijn stijl is realistisch en figuratief. In zijn schilderijen hanteerde hij vaak het clair-obscur. Hij gebruikte daarvoor oude technieken zoals de glaceertechniek.

## Prijzen
- 1976 Aalst - Ereprijs van de Falluintjes
- 1982 Gent - Erediploma "Meestergraad" - Spectraal
- 1983 Nieuwpoort - Prijs van het Publiek - Spectraal
- 1984 Gent - Erediploma "Tweede prijs Miniatuur"
- 1984 St-Truiden - Gouden Medaille, Prijs van het Publiek - Spectraal
- 1984 Nieuwpoort - Gouden Medaille, Prijs van het Publiek - Spectraal
- 1984 Koksijde - Selectie voor Europese Kunstverdienste
- 1985 Spanje - La Cruz de Caballero al Mérito Belgo-Hispanico
- 1985 Nieuwpoort - Prijs van de stad Nieuwpoort
- 1985 Blois - Prix de Hector Berger - Salon Blésois des Beaux-Arts
- 1986 Nieuwpoort - Erediploma - Prijs van het Publiek - Spectraal
- 1987 Nieuwpoort - Meestergraad met Gouden Medaille - Spectraal
- 1989 Gent - Goud met Palmen - prijs Schmincke
- 1989 Nieuwpoort - Prijs van het V.V.V. van de stad Nieuwpoort
- 1990 Gent - Gouden Medaille - Prijs Lefranc en Bourgeois
- 1996 Wortegem-Petegem - 1e Prijs Het Paard in de Kunst

## Individuele en collectieve tentoonstellingen
- 1969 Gemeentelijke school - Ressegem
- 1970 Jeugdheem - Haaltert
- 1972 "Herzele 1000 jaar ", Schepenhuis - Herzele
- 1972 Kulturele Raad - Ninove
- 1973 Open Kring - Mere
- 1973 Abdij - Affligem
- 1974 Belfortzaal - Aalst
- 1974 Oud-gemeentehuis - Haaltert
- 1975 Sint-Berlindiszaal - Meerbeke
- 1975 Kunstgalerij Palet - Dendermonde
- 1976 Elrode - Herzele
- 1976 Falluintjes - Moorsel
- 1976 Open Kring - Mere
- 1976 Openstelling "De Warande" - Haaltert
- 1976 't Horlogeken - Kerksken
- 1977 VTB-VAB - Ressegem
- 1977 Gemeenteschool - Denderleeuw (Welle)
- 1978 Abdij - Affligem
- 1979 Vrije Basisschool - Aaigem
- 1980 Abdij - Affligem
- 1980 Ladeuze - Etikhove
- 1982 Abdij - Affligem
- 1982 Ladeuze - Etikhove
- 1983 Centr. Oom - Oombergen (Zottegem)
- 1983 't Hof te Puttens - Lede
- 1983 Da Vinci - Waregem
- 1984 Casino - Koksijde
- 1984 Abdij - Affligem
- 1984 Cultureel Centrum - St-Truiden
- 1984 Stadspaviljoen - Nieuwpoort
- 1984 Da Vinci - Waregem
- 1984 Gemeenteschool - Kerksken
- 1984 "20 Jaar Freddy Baeten", Warande - Haaltert
- 1984 Gouden Pluim - Gent
- 1984 't Hof te Puttens - Lede
- 1985 Strandpaviljoen - Nieuwpoort
- 1985 Château de Blois - Blois (France)
- 1985 Kultuurcentrum "De Schakel" - Waregem
- 1986 Portinari Galerij - Knokke
- 1986 Abdij Affligem
- 1986 Jan Van Eyckgalerij - Gent
- 1986 Kunstgalerij "Van Der Poorten" - Zottegem
- 1986 Groepsexpo - Heldergem
- 1986 Eindejaarsselectie Ladeuze - Etikhove
- 1987 Oogstfeesten - Denderhoutem
- 1987 VTB-VAB - Herzele (Ressegem)
- 1987 Eindejaarsselectie Ladeuze - Etikhove
- 1988 Abdij - Affligem
- 1989 "25 Jaar Freddy Baeten", Warande - Haaltert
- 1990 Gouden Puim - Gent
- 1991 Galerij Volkwin - Zottegem
- 1992 Domein Kiewit - Hasselt
- 1992 Abdij - Affligem
- 1994 Abdij - Affligem
- 1994 "30 Jaar Freddy Baeten", Warande - Haaltert
- 1996 Abdij - Affligem
- 1996 "Het paard in de kunst", Domein De Ghellinck - Wortegem-Petegem
- 1997 "Het Belgisch trekpaard", Kasteel - Gaasbeek
- 1998 Abdij - Affligem
- 1998 Koetsenhuis - Geraardsbergen
- 1999 "Het trekpaard in de schilderkunst", Nationale Plantentuin - Meise
- 2002 "Prins 'Trots van Brabant' wordt 10 jaar" - Lennik

## Publicaties en referenties
- Spectraal - Kunst-Kijkboek VI (1984)
- Wie is wie in Vlaanderen (1985-1989)
- Regie der Posterijen - Twee postogrammen (1989)
- Spectraal - Lexicon voor kunst, letteren en cultuur (1988)
- Kunstboek "Kwarteeuw Freddy Baeten", VTB-VAB (1989)
- "Handtekeningen van Belgische kunstenaars uit 19e en 20e eeuw", P. Piron
- P. PIron, De Belgische beeldende kunstenaars uit de 19de en 20ste eeuw; uitgeverij Art in Belgium (1999), ISBN 90-76676-01-1